# Tafí del Valle
Tafí del Valle è una città dell'Argentina, capoluogo dell'omonimo dipartimento della provincia di Tucumán. Si trova ad un'altitudine di 2.014 metri sul livello del mare, nel centro dell'omonima valle, ai piedi della catena montuosa dell'Aconquija, a 126 km dalla capitale provinciale San Miguel de Tucumán.
Il suo nome deriva dal vocabolo diaguitas Taktillakta ("Paese della Splendida Entrata"). È una destinazione turistica molto frequentata, per le sue bellezze naturali e per il clima. Particolarmente suggestivi sono anche i percorsi di accesso a questa località: la strada che sale da Tucumán attraversa la maestosa Quebrada de los Sosa, mentre proseguendo verso nord si apprezza una vista panoramica di tutta la valle del Tafí, e, attraverso paesaggi mozzafiato, sempre mantenendosi in alta quota, si giunge a Cafayate, nella provincia di Salta.